# Robert Kasun
Robert Michael Kasun CSB (ur. 20 grudnia 1951 w Cudworth) – kanadyjski duchowny katolicki, biskup pomocniczy Toronto od 2016.

## Życiorys

### Prezbiterat
Święcenia kapłańskie otrzymał 24 czerwca 1978 w Zgromadzeniu Świętego Bazylego. Przez kilkanaście lat pracował głównie jako nauczyciel w zakonnych kolegiach, był także m.in. radnym generalnym zgromadzenia (1980–1985) oraz dyrektorem wydziału ds. powołań (1985–1988). Od 1992 pracował duszpastersko w zakonnych parafiach w Calgary i Edmonton.

### Episkopat
17 czerwca 2016 papież Franciszek mianował go biskupem pomocniczym archidiecezji Toronto, ze stolicą tytularną Lavellum. Sakry udzielił mu 12 września 2016 metropolita Toronto - kardynał Thomas Collins.